# Brandts bergvink
De Brandts bergvink (Leucosticte brandti) is een zangvogel uit de familie Fringillidae (vinkachtigen).

## Verspreiding en leefgebied
Deze soort telt 8 ondersoorten:
- L. b. margaritacea: noordoostelijk Kazachstan, zuidelijk Siberië en noordwestelijk China.
- L. b. brandti: Kirgizië, zuidoostelijk Kazachstan en noordwestelijk China.
- L. b. pamirensis: Tadzjikistan, Kirgizië, noordoostelijk Afghanistan en westelijk China.
- L. b. haematopygia: noordelijk Pakistan, noordwestelijk Himalaya en westelijk Tibet.
- L. b. pallidior: het westelijke deel van Centraal-China.
- L. b. intermedia: centraal China.
- L. b. audreyana: zuidelijk Tibet, Nepal en Bhutan.
- L. b. walteri: oostelijk Tibet en zuidwestelijk China.